# Papillocepheus deficiens
Papillocepheus deficiens är en kvalsterart som beskrevs av J. och P. Balogh 1983. Papillocepheus deficiens ingår i släktet Papillocepheus och familjen Tetracondylidae. Inga underarter finns listade i Catalogue of Life.